# Krambambula (napój alkoholowy)

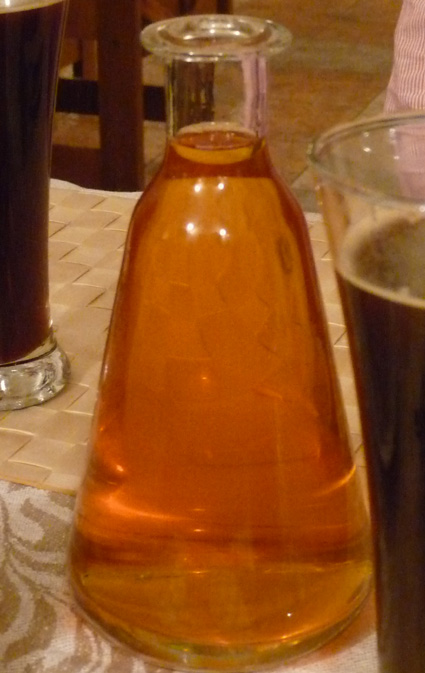
Krambabula

Krambambula – rodzaj dawnej nalewki ziołowej, słodkiej wódki przyrządzanej w wielu odmianach. Również napój z dodatkiem wódki, cukru i cytryny.
Według J. Kitowicza w dawnej Rzeczypospolitej zaliczana była wraz z ratafią do najdroższych trunków tego rodzaju (po tynfie za kielich o zawartości ⅛ kwaterki); często serwowana na wytrzeźwienie po długotrwałym pijaństwie. Znana w Europie, uchodziła za jedną z najdroższych „wódek gdańskich”. Gloger wyjaśnia jej nazwę jako pochodzącą z przyśpiewu hulaszczej piosenki niemieckiej („Krambambuli, so heisst der Titel, womit dich ein Starost beehrt”).
Na kresach dawniej (jeszcze w XIX wieku) określano tak podawany w zajazdach rozgrzewający napój złożony z gorącej wody, wódki, cukru i cytryny.
Współcześnie na Białorusi uchodzi za rodzimy rodzaj słodkiej wódki (oryg. крамбамбуля) , o ruskiej tradycji sięgającej czasów litewskich. Jej podstawą zasadniczo są przyprawy (np. cynamon, pieprz, kminek, anyżek, jałowiec) oraz miód. Znane są przepisy z dodatkami smakowymi w postaci np. migdałów lub skórki pomarańczy.. 